# Popoff (brano musicale)
Popoff è un brano musicale del 1967, vincitore della 9ª edizione dello Zecchino d'Oro interpretato da Walter Brugiolo (5 anni di San Venanzio di Galliera).

## Descrizione
Il testo è stato scritto da Anna Benassi, mentre la musica è stata composta da Paolo Gualdi e Mario Pagano. È stato pubblicato dalle edizioni A. B. C.
Il brano narra in maniera ironica la storia di un immaginario cosacco al servizio dello zar, chiamato appunto Popoff, il quale, essendo grasso e goffo, non riesce a marciare nella neve insieme agli altri cosacchi verso il fiume Don e rimane bloccato, ma poi raggiunge e supera tutti i suoi compagni prima scivolando nella neve sulla sua grossa pancia e poi rotolando nella neve come una palla.

## Curiosità
- Il piccolo interprete Walter Brugiolo in seguito ebbe un certo successo nel campo della pubblicità e della fiction, e da adulto tornò, alcune volte, allo Zecchino d'Oro come ospite.
- Nel 1999 venne realizzato un videoclip di animazione per il brano che fu incluso nel primo volume de I cartoni dello Zecchino d'Oro (2000), e nella seconda edizione della stessa serie (2008).
- Nel dicembre del 2007 Enrico Ruggeri interpretò una sua versione di Popoff in occasione del Gran galà dello Zecchino d'oro. Tale brano fu poi inserito nel secondo CD dell'album triplo All in - L'ultima follia di Enrico Ruggeri del 2009.
- Nel 2017, in occasione di 60 Zecchini il brano venne eseguito da Nino Frassica e arrivò al 3° posto.
- L'interprete Walter Brugiolo, che era malato da tempo, si è spento 30 settembre 2024 al Policlinico Sant'Orsola-Malpighi di Bologna, all'età di 63 anni.

## Nella cultura di massa
Il brano è stato oggetto di diversi citazioni e omaggi:
- Nel 2003 il personaggio di Popoff è stato menzionato nel brano Olga la tata del Volga, che ha partecipato al 46° Zecchino d'Oro, classificandosi al secondo posto, e nella canzone Pimpami la storia di Caparezza.
- L'incipit del testo (Nella steppa sconfinata, a quaranta sotto zero, se ne infischiano del gelo i cosacchi dello Zar) è stato citato da Marco Paolini nel suo monologo teatrale Il sergente.